# Cerić
Cerić är en ort i Kroatien.   Den ligger i länet Srijem, i den östra delen av landet, 230 km öster om huvudstaden Zagreb. Cerić ligger 98 meter över havet och antalet invånare är 1 467.
Terrängen runt Cerić är mycket platt. Runt Cerić är det ganska glesbefolkat, med 39 invånare per kvadratkilometer. Närmaste större samhälle är Vinkovci, 4,8 km sydväst om Cerić. Trakten runt Cerić består till största delen av jordbruksmark.